# كارل لودفيغ شرودر
كارل لودفيغ شرودر هو كاتب سيناريو ألماني، ولد في 30 يوليو 1877 في تسيربست في ألمانيا، وتوفي في 23 سبتمبر 1940 في روما في إيطاليا.

## وصلات خارجية
- كارل لودفيغ شرودر على موقع IMDb (الإنجليزية)
- كارل لودفيغ شرودر على موقع كينوبويسك (الروسية)